# Lovro Zovko
Lovro Zovko (ur. 18 marca 1981 w Zagrzebiu) – chorwacki tenisista, reprezentant w Pucharze Davisa.

## Kariera tenisowa
W roku 1999 wygrał wspólnie z Iraklim Labadze wielkoszlemowy turniej im. Rolanda Garrosa w rozgrywkach juniorskich. Tegoż samego roku rozpoczął karierę profesjonalną, którą zakończył w 2015.
W singlu do największych osiągnięć Chorwata zalicza się zwycięstwa w turniejach rangi ITF Men's Circuit. W roku 2001 wygrał 3 turnieje tej kategorii, w lutym dwukrotnie triumfował z Zagrzebiu oraz w październiku w Leeds. W 2003 roku ponownie wygrał rozgrywane w Zagrzebiu dwa turnieje ITF Men's Circuit oraz awansował do 2 finałów ATP Challenger Tour, we wrześniu w Braszowie i w połowie listopada w Helsinkach.
W grze podwójnej ma w swoim dorobku zwycięstwa w imprezach ITF Men's Circuit i ATP Challenger Tour. Ponadto Chorwat jest uczestnikiem 5 finałów turniejów ATP World Tour.
W latach 1998–2009 reprezentował Chorwację w Pucharze Davisa. Rozegrał przez ten okres 15 pojedynków – w singlu wygrał 5 meczów i 2 przegrał, natomiast w deblu wygrał 1 mecz i 7 przegrał.
Najwyżej sklasyfikowany w rankingu singlistów był na 151. miejscu pod koniec stycznia 2003, natomiast w zestawieniu deblistów na początku października 2008 zajmował 45. pozycję.

### Finały w turniejach ATP World Tour
| Legenda                                      |
| -------------------------------------------- |
| Wielki Szlem                                 |
| Igrzyska olimpijskie                         |
| Tennis Masters Cup / ATP Finals              |
| ATP Masters Series / ATP Tour Masters 1000   |
| ATP International Series Gold / ATP Tour 500 |
| ATP International Series / ATP Tour 250      |

#### Gra podwójna (0–5)
| Końcowy wynik | Nr | Data                 | Turniej | Nawierzchnia    | Partner       | Przeciwnicy                           | Wynik finału   |
| ------------- | -- | -------------------- | ------- | --------------- | ------------- | ------------------------------------- | -------------- |
| Finalista     | 1. | 23 lipca 2000        | Umag    | Ceglana         | Ivan Ljubičić | Álex López Morón Albert Portas        | 1:6, 6:7(2)    |
| Finalista     | 2. | 22 lipca 2001        | Umag    | Ceglana         | Ivan Ljubičić | Sergio Roitman Andrés Schneiter       | 2:6, 5:7       |
| Finalista     | 3. | 14 października 2007 | Moskwa  | Twarda (hala)   | Tomáš Cibulec | Marat Safin Dmitrij Tursunow          | 4:6, 2:6       |
| Finalista     | 4. | 22 października 2007 | Lyon    | Dywanowa (hala) | Łukasz Kubot  | Sébastien Grosjean Jo-Wilfried Tsonga | 4:6, 3:6       |
| Finalista     | 5. | 31 lipca 2011        | Umag    | Ceglana         | Marin Čilić   | Simone Bolelli Fabio Fognini          | 3:6, 7:5, 7–10 |